# Saint-Michel-de-Bannières
Saint-Michel-de-Bannières är en kommun i departementet Lot i regionen Occitanien i södra Frankrike. Kommunen ligger i kantonen Vayrac som tillhör arrondissementet Gourdon. År 2022 hade Saint-Michel-de-Bannières 341 invånare.

## Befolkningsutveckling
Antalet invånare i kommunen Saint-Michel-de-Bannières
| Referens: INSEE |